# Велики поноћњак
Oбични вечерњак ( Еptesicus serotinus ) или познат као свиленкасти слепи миш је специфичан по грађи због тога што је поприлично велики и робустан. Спада у породицу вечерњака (Vespertilionidae ).

## Опис врсте
Значајна одлика обичног вечерњака јесте што је крупан и што има прилично велике уши. Тело им обавија дуго крзно које је смеђе или тамносмеђе боје а са леђне ( дорзалне ) стране варира у зависности од ареала у којем се дата врста налази. У пределу Средоземља се на врхови крзна пресијавају у жућкастозлатну боју, док негде могу бити и риђкасте, смеђе или скоро црне длаке. Не постоји знатно видљива граница између прелаза боја. Троугласте, широке уши су црне боје које су заобљене на самом врху. Нос је доста широк и такође је црн. Трагус ( кожни израштај ) заузима трећину висине уха, мало је повијен ка унутрашњости и има шиљаст и танак облик. Распон крила је око 37 cm, јако су широка, без крзна и тамносмеђа су. Летне мембране не обухватају један ли два последња репна пршљена а почиње од основе прстију задњих екстремитета. У највећем броју случајева су одрасле женке веће од одраслих мужјака.

## Распрострањење
Eptesicus serotinus je ткзв. Палеарктик врста која лежи између око 58 степени и
30 степени од јужне Велике Британије и Шпаније на западу, најисточније стиже до обала Источног и Јужног Кинеског мора. Јавља се широм Европе. Изван
Европе, јавља се у Турској, преко Блиског истока и Кавказа до Централне Азије и Кине. Ова врста обухвата веома широк опсег распрострањености. На висинама до 1440 м у Алпима је забележена изнад нивоа мора.

## Станиште
Припадници ове врсте могу да се нађу у тунелима и мостовима на малим висинама. Такође је пронађено склониште у дну листова палминог ораха бетела и у напуштеним гнездима ластавица. Свиленкасти слепи миш налази се у широком спектру станишта укључујући умерене и суптропске суве шуме, макију, пољопривредно земљиште, полупустиње и приградска подручја. Фаворизују пределе шума и претежно су то листопадне шуме. Траже тамна склоништа као што су пукотине стена, шупљине дрвећа, тавани напуштених кућа и сва могућа скривенија места у урбаним срединама. Могуће их је наћи и у кућицама за слепе мишеве.

## Понашање
Активност у потрази за храном достиже врхунац почетком ноћи, а други период активности долази око зоре. Храни се 0-5м изнад нивоа земље. Користе три главне стратегије храњења: кратки летови, храњење на земљи и углавном летење из ваздуха. Почињу да оснивају репродуктивне колоније које се састоје скоро искључиво од женки до краја маја. Колоније обично остају на једном склоништу током сезоне парења, иако ће повремено веће колоније променити места за склониште. Обично рађају једног младог у касно лето, а првих неколико дана повремено их носи мајка. Ловишта су им претежно човекова насеља, паркови, ливаде, пашњаци, водене површине итд. Хране се разним врстама инсеката.

## Ехолокација и екосистем
Могу се добро кретати ноћу користећи ехолокацију. Њихова фреквенција се креће од 15кХз до 65кХз са средњом фреквенцијом концентрисаном од 25кХз до
30кХз.
Уништавање склоништа реновирањем зграда као и измењена станишта близу њихових склоништа јако штетно утиче на ову врсту. Склоништа претежно могу зависити од реновирања зграда. Уклањањем дрвећа i зелених површина може довести до смањења извора плена. Од великог значаја за њих би био престанак коришћења пестицида и што веће повећање травнатих површина као што су ливаде или воћњаци.

## Угроженост
Ова врста је наведена као последња брига, јер има широко распрострањење и честа је врста.